# Trichosanthes jinggangshanica
Trichosanthes jinggangshanica là một loài thực vật có hoa trong họ Cucurbitaceae. Loài này được C.H. Yueh miêu tả khoa học đầu tiên năm 1980.